# برة سهر
برة سر (بالفارسية: بره‌سر) هي إحدى مدن محافظة غيلان ومركز منطقة خورغام في مدينة رودبار، إيران  يقدر عدد سكانها بـ 1,508 نسمة .